# Ключ 33
Ключ 33 (трад. и упр. 士) — ключ Канси со значениями «самурай», «воин», «ученый»; один из 34, состоящих из трёх штрихов.
В словаре Канси есть 24 символа (из 49 030), которые можно найти c этим радикалом.

## История
Существует несколько версий:
- Древняя идеограмма «самурай, воин» изображала единицу — горизонтальная черта и десять — пересечение черт, то есть воин, самурай должен уметь исполнять десять дел (от одного до десяти).
- По другой версии, горизонтальные черты — земля и люди. Вертикальная черта обозначает человека, который на голову выше других, то есть самурай, феодал.

Современный иероглиф используется в значениях: «самурай, служилое сословие, солдаты, чиновник», «мужчина, молодой человек», а также является родовой морфемой, обозначающей профессии интеллектуального труда.
В качестве ключевого знака иероглиф «самурай» малоупотребителен.
В словарях находится под номером 33.

Вид в Цзиньвэнь
Вид в Цзяньду
Вид в большой печати Чжуаньшу
Вид в малой печати Чжуаньшу

## Значение
1. Талантливый человек, который может служить.
2. Общий термин для мужчин.
3. Общий термин для людей.
4. Один из четырёх древних китайский сословий, а именно ученые, воины, фермеры и ремесленники.
5. Человек, имеющий официальное назначение (должность).
6. Военные.
7. Военные кадры между офицерами и солдатами, то есть сержанты, мл. сержанты, ст. сержанты и капралы.

## Варианты прочтения
- кит. 士, пиньинь shì, ши.
- яп. し, shi, си.
- кор. 선비 seonbi, сёнбы?, 사 sa, са?.

## Примеры иероглифов
| Доп. штрихи | Иероглифы   |
| ----------- | ----------- |
| 0           | 士          |
| 1           | 壬          |
| 2           | 壭          |
| 3           | 壮          |
| 4           | 壯 声 壱 売 |
| 5           | 垂 壳       |
| 6           | 壴 壵       |
| 7           | 壶          |
| 8           | 壷 壸       |
| 9           | 壹 壺 壻 㚃 |
| 10          | 壼          |
| 11          | 壽 壾       |
| 12          | 壿 㚄 夀    |
| 13          | 𡔿 夁       |

- Примечание: Ваш браузер может отображать иероглифы неправильно.